# Plectrura spinicauda
Plectrura spinicauda är en skalbaggsart som beskrevs av Mannerheim 1852. Plectrura spinicauda ingår i släktet Plectrura och familjen långhorningar.
Artens utbredningsområde är Alaska. Inga underarter finns listade i Catalogue of Life.